# Echo (album de Leona Lewis)
Pour les articles homonymes, voir Écho.
Albums de Leona Lewis
Spirit
(2007) Glassheart
(2012)
Singles
Echo est le second album de la chanteuse britannique Leona Lewis, sorti le 9 novembre 2009.
Il est édité par Sony BMG, Syco et J. Les sonorités de cet album sont pop, R&B ou bien encore rock. Sur ce second album, Leona montre un tout autre visage de ses précédents tubes, avec des morceaux plus rock et plus pop souvent accompagnés à la guitare. Leona Lewis a écrit ou coécrit 11 des 13 chansons qui figurent sur l'album. Ses talents de parolière sont ainsi mis en avant, elle a également composé plusieurs morceaux ce qui lui vaut le titre de auteur-compositeur-interprète.

## Titres

### Version internationale
1. Happy
2. I Got You
3. Can't Breathe
4. Brave
5. Outta My Head
6. My Hands
7. Love Letter
8. Broken
9. Naked
10. Stop Crying Your Heart Out
11. Don't Let Me Down
12. Alive
13. Lost Then Found (avec OneRepublic)
14. Stone Hearts & Hand Grenades (piste cachée)[7]

### Version en Amérique du Nord
1. Happy
2. I Got You
3. Love Letter
4. Can't Breathe
5. You Don't Care
6. Outta My Head
7. Brave
8. My Hands
9. Alive
10. Don't Let Me Down
11. Fly Here Now
12. Broken
13. Lost Then Found (feat. OneRepublic)

## Certifications
| Pays                  | Certification | Unités certifiées |
| --------------------- | ------------- | ----------------- |
| Autriche (IFPI)       | Or            | 15 000            |
| Canada (Music Canada) | Or            | 40 000            |
| Irlande (IRMA)        | Platine       | 15 000            |
| Royaume-Uni (BPI)     | 2 × Platine   | 600 000           |
| Suisse (IFPI)         | Or            | 15 000            |